# Washington (ligne rouge du métro de Chicago)
Pour les articles homonymes, voir Washington.
Ne doit pas être confondu avec Washington (ligne bleue du métro de Chicago).
Washington est une ancienne station souterraine du métro de Chicago sur la ligne rouge dans le State Street Subway. Elle offrait une correspondance à la ligne bleue à la station Washington.

## Histoire
Ouverte en 1943, elle a fermé ses portes en 2006 dans le cadre du développement du projet Block 37 qui consiste dans l'ouverture d'une grande station de correspondance permettant notamment l'enregistrement de bagages et une desserte express de l'aéroport international O'Hare.
La station la plus proche aujourd'hui est la station Lake pour la ligne rouge ou la Washington dans le Milwaukee-Dearborn Subway pour la ligne bleue.

## Dessertes
| Washington |                    |        |                  |          |
| Départ     | Station précédente | Lignes | Station suivante | Terminus |
|            | Monroe             | █      | Lake             |          |